# Rocca d’Olgisio
Die Rocca d’Olgisio ist eine mittelalterliche Burg auf einer steilen Klippe an der Wasserscheide zwischen dem Val Tidone und dem Val Chiarone in der Gemeinde Pianello Val Tidone in der italienischen Emilia-Romagna.
Die Burg, die zur Associazione dei Castelli del Ducato di Parma, Piacenza e Pontremoli gehört, steht auf einem steilen Grat in 546 Metern Seehöhe, in einem Gebiet des ligurischen Apennins, das durch Gipfel von moderater Höhe gekennzeichnet ist, von denen aus man aber einen Panoramablick auf die Poebene und die umgebenden Täler hat.

## Geschichte
Die Gegend, in der die Festung liegt, war schon in der Bronze- und Eisenzeit bewohnt, wie einige Fundstücke im Inneren der Grotten in der Nähe des Gebäudes bezeugen.
Der Sage nach liegt der Ursprung der Burg im 6. Jahrhundert, um 550, in einer Zeit, von der man weiß, dass ein gewisser Giovannato Miles, der vermutlich aus der Provinz Genua stammte, die Burg erbauen ließ. Seine Töchter Liberata und Faustina, von ihrem Erzieher Marcello in christlicher Tradition erzogen, flohen aus der Burg mit Hilfe ebendieses Marcello und fanden in Como Zuflucht, wo sie das Kloster Sant’Ambrogio gründeten. Sie taten dies, damit sie nicht den Wünschen ihres Vaters entsprechen mussten, der sie verheiraten wollte, um seinem Adelshaus Kontinuität zu verleihen. In Como vollbrachten die beiden frommen Schwestern einige Wundertaten und es gelang ihnen, die väterliche Unterstützung zurückzugewinnen, der nach anfänglichem Widerstand einen Teil seines Vermögens für den Bau des Klosters bestimmte. Faustina und Liberata wurden nach ihrem Tode heiliggesprochen.

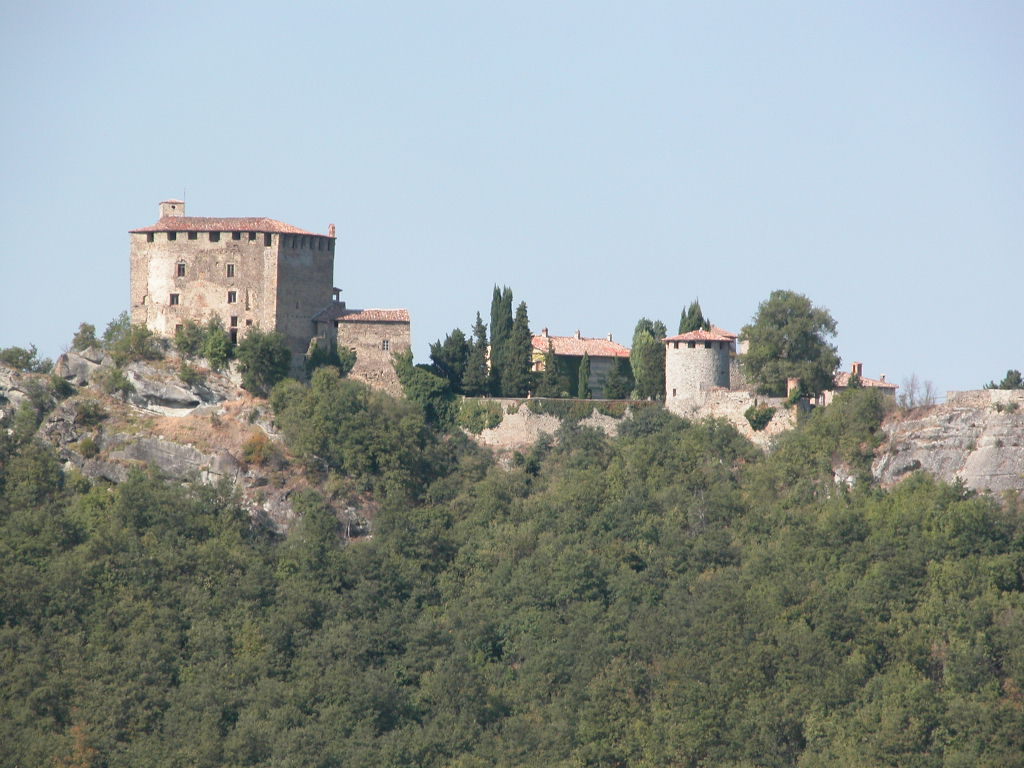
Außenansicht der Rocca d’Olgisio

Die erste sichere urkundliche Erwähnung des „Castrum Olzisij“ stammt aus dem Jahre 1037, anderen Quellen zufolge aus dem Jahre 1073, als Giovanni, ein Kanoniker der Kathedrale von Piacenza das Anwesen an die Mönche des Klosters San Savino in Piacenza abgab. 1296 wurde die Burg an Uberto Campremoldo und Raimondo Petraia verkauft. Später kam ein Streit zwischen Petraia und Giacomo Volpe Landi über das Eigentum an dem Gebäude auf. Der Disput wurde schließlich zu Gunsten von Alberto della Rocca entschieden, dem Campremoldo die Burg überließ.
1325 gab Pietro Radati die Burg an Bartolomeo Fontana gegen Zahlung einer Summe von 1100 Fiorini ab. 1326 wurde die Burg von Truppen unter der Führung einiger Adliger, die aus Piacenza vertrieben worden waren, darunter Manfredo Landi, Francesco Volpe Landi und Corradino Malaspina, unter Belagerung gestellt. Trotz der Unterstützung, die zwei päpstliche Soldaten, die in der Burg stationiert waren, anboten, kam die Belagerung nicht zu einem guten Ende: Einige Offiziere der päpstlichen Truppen, die in Piacenza stationiert waren, wurden informiert und setzten zum Entsatz der Burg ein Kontingent in Marsch, das aus 1000 Männern unter dem Kommando von Azzoto del Balzo bestand, die die Belagerer in die Flucht schlugen. Zwei von ihnen, Calcagno und Rodolfo, wurden gefangen genommen und nach Piacenza gebracht, wo sie gefoltert und zum Tode verurteilt wurden; später wurden sie lebendig begraben.

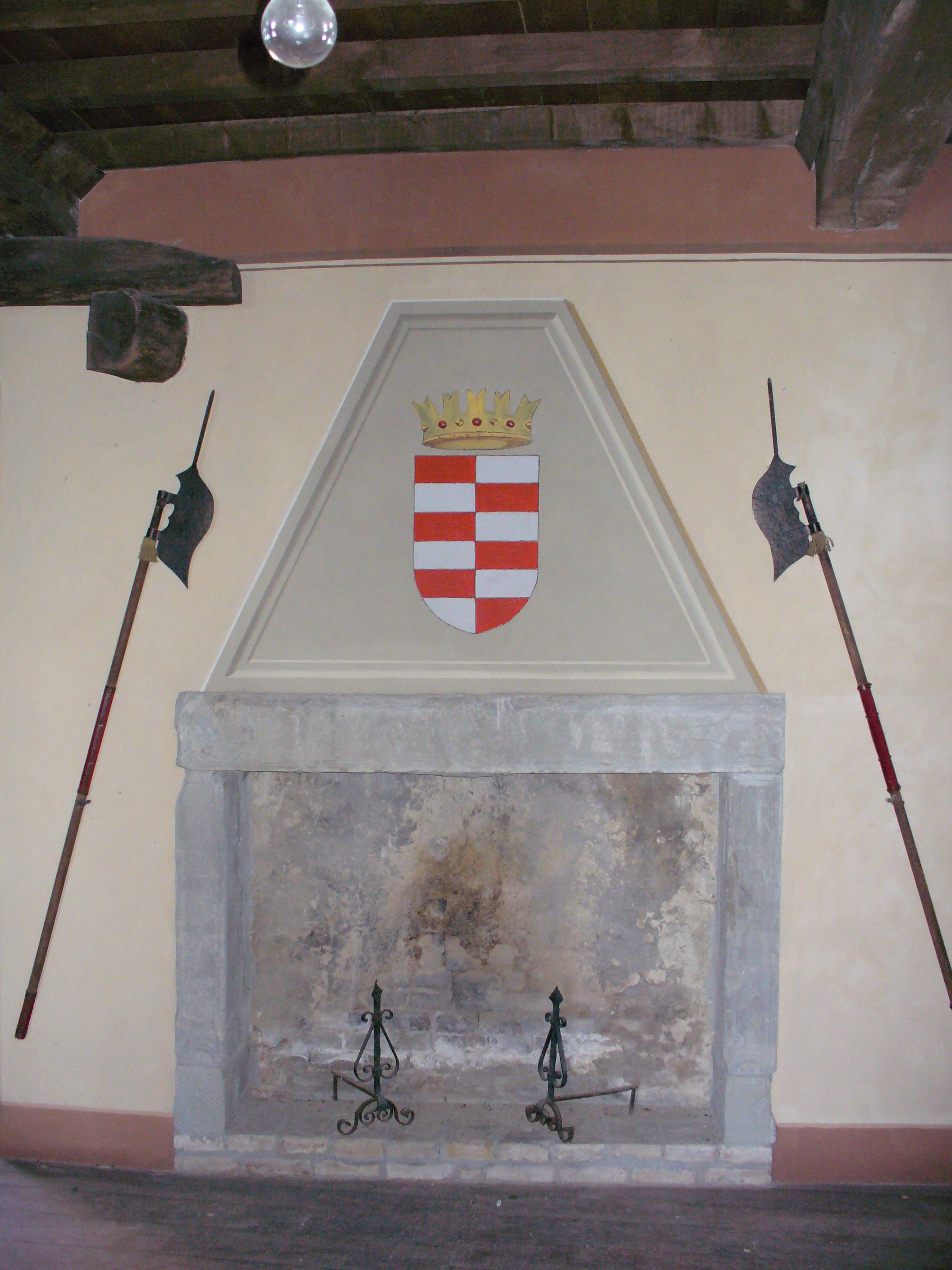
Detail der Innenräume

1352 ging die Rocca d’Olgisio in das Eigentum von Bernabò Visconti über. Sie blieb in Besitz der Familie Visconti und wurde so 1378, ebenso wie das Lehen, in dem sie stand, von Gian Galeazzo Visconti an Jacopo dal Verme, einen Kapitän der Truppen der Viscontis, verlehnt. 1408 gelang es Filippo Arcelli, die Burg in Besitz zu nehmen, die aber später von Filippo Maria Visconti erneut an die Dal Vermes verlehnt wurde.
Die Dal Vermes, Grafen von Bobbio, Voghera und des Val Tidone, behielten das Anwesen ununterbrochen bis 1485. Dann starb Pietro dal Verme, der 1478 sich aus einem Brand retten konnte, der die Burg ergriffen und stark beschädigt hatte, an einem Giftanschlag, vermutlich auf Geheiß des Herzogs von Mailand, Ludovico Sforza, der dann Burg und Lehen seinem Verwandten, Galeazzo Sanseverino, verlehnte. Anfang des 16. Jahrhunderts sprach der König von Frankreich, Ludwig XII., die Burg Bernardino da Corte als Dank dafür zu, dass dieser ihm das Castello Sforzesco in Mailand geschenkt hatte. Die Herrschaftszeit von Bernardino da Corte war aber nur sehr kurz, weil dieser später ebenfalls vergiftet wurde und starb. Als die Burg zurück in den Besitz der Dal Vermes kam, wurde sie von den Franzosen belagert, die das gesamte Territorium des Herzogtums Mailand besetzt hatten und denen gegenüber sich die Dal Vermes geweigert hatten, die Souveränität ihres Territoriums anzuerkennen. Die Belagerung, die unter der Führung von Galeazzo Sanseverino und dann der seines Bruders Giulio, ablief, setzte sich über mehr als ein Jahr fort und endete mit der Eroberung der Festung durch die Franzosen dank des Verrats einiger Wachoffiziere.
Mit dem Ende der französischen Besatzung übernahm die Familie Dal Verme 1521 wieder die Burg; in diesem Jahr kaufte der Graf Federico dal Verme sie für eine Summe von 6000 Dukaten von einem gewissen Martinengo, der den Komplex mithilfe der Sanseverinos verwaltete. Die Familie Dal Verme behielt die Burg bis zum Aussterben des Familienzweiges um die Mitte des 19. Jahrhunderts, nachdem das Gebäude an Giulio Zilieri fiel, der die letzte Erbin des Hauses, Lucrezia dal Verme, geheiratet hatte. Später durchlief die Burg verschiedene Eigentümerwechsel, während denen die Innenausstattung vollständig verlorenging. Anderen Quellen zufolge kaufte das Gebäude dagegen im Laufe des 18. Jahrhunderts der Pächter Cassio, ein Mitglied des Wachbataillons aus Parma, dessen Erben in späteren Jahren das gesamte Mobiliar verkauften, bevor der Graf Camillo Zilieri das dann nackte Gebäude auf einer Versteigerung kaufen konnte.
Im Zweiten Weltkrieg, zu Zeiten der Resistenza, war die Burg Sitz der II. Partisanendivision von Piacenza. Aus diesem Grund wurde die Burg zweimal von der deutschen Wehrmacht angegriffen: Das erste Mal konnten die Partisanen unter der Führung von Giovanni Lazzetti, genannt „Il Ballonaio“, den Angriff zurückschlagen, aber beim zweiten Mal gelang es den deutschen Truppen, die Burg zu besetzen, wobei riesige Schäden verursacht wurden, darunter der Einsturz einiger Mauerteile.
Nach verschiedenen Eigentümerwechseln kaufte 1979 die Familie Bengalli die Burg; sie ließ in den folgenden Jahren verschiedene Umbau- und Restaurierungsarbeiten an dem Gebäude durchführen.

## Beschreibung

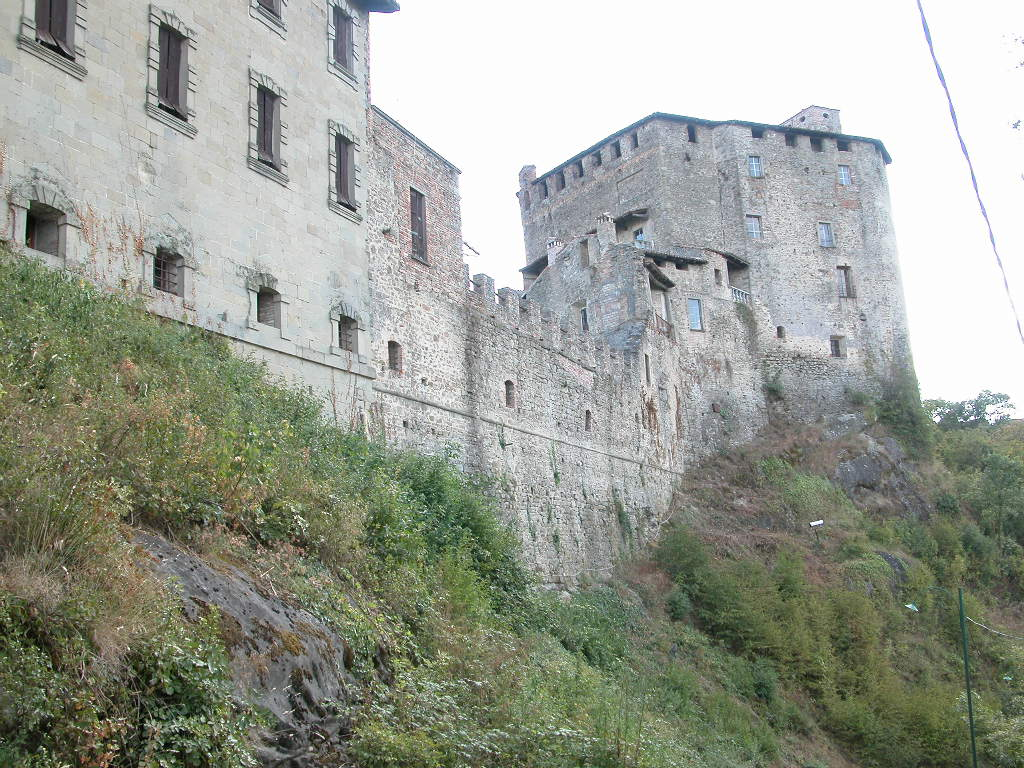
Der Bergfried

Die Burg wurde auf einem Felsvorsprung errichtet und hat einen unregelmäßigen Grundriss. Man gelangt durch den Eingang auf der Nordseite in das Gebäude, den man über eine Straße erreicht, die von Granitblöcken dominiert wird. Die Anlage wird durch insgesamt sechs Reihen von Wehrmauern begrenzt, von denen drei dem Schutz der Südseite dienen, an der der Hang nicht so steil und daher leichter zu erklimmen ist. Im Inneren jeder der drei Wehrmauern gibt es diverse Bauwerke, nicht zuletzt verschiedene Kurtinen.
Über dem Eingang der dritten Wehrmauernreihe, der den direkten Zugang zum Innenhof ermöglicht, gibt es einen Bogen mit Bossenwerk, verziert mit einem Gemälde, das einen Heiligen zeigt. Der Eingang, der auf seinem inneren Pfosten das lateinische Motto ‚‘Arx impavida‘‘ (dt.: Furchtlose Festung) trägt, war ursprünglich mit einer Zugbrücke versehen, von der nur noch die Einkerbungen erhalten geblieben sind, und mit einem eisernen Tor, das verloren gegangen ist.
Im Innenhof gibt es einen Brunnen, der etwa 50 Meter tief und mit behauenen Darstellungen mythischer und sagenhafter Episoden verziert ist. Der Sage nach soll sich auf etwa der Hälfte des Brunnenschachtes ein Gang befinden, der zur Flucht aus der Burg bei Gefahr oder Belagerung genutzt werden kann. Auf der gegenüberliegenden Seite des Hofes, an der Westseite, stehen einige Baukörper, darunter insbesondere das Oratorium, das den Heiligen Faustina und Liberata geweiht ist, und der Bergfried mit rechteckigem Grundriss, auf den der Glockenturm aufgepfropft ist, der ursprünglich höher war und in den ersten Jahren des 19. Jahrhunderts wesentlich gestutzt wurde, sodass er nicht mehr als Signalturm genutzt werden konnte, um antinapoleonische Kundgebungen abzuhalten. Verschiedene Zierelemente, wie die von 13 Masken gestützte Balustrade, einige Fresken und die Treppe, stammen aus den letzten Jahren des 16. Jahrhunderts, als der Kardinal Jacopo dal Verme III. Verschönerungsarbeiten ausführen ließ.

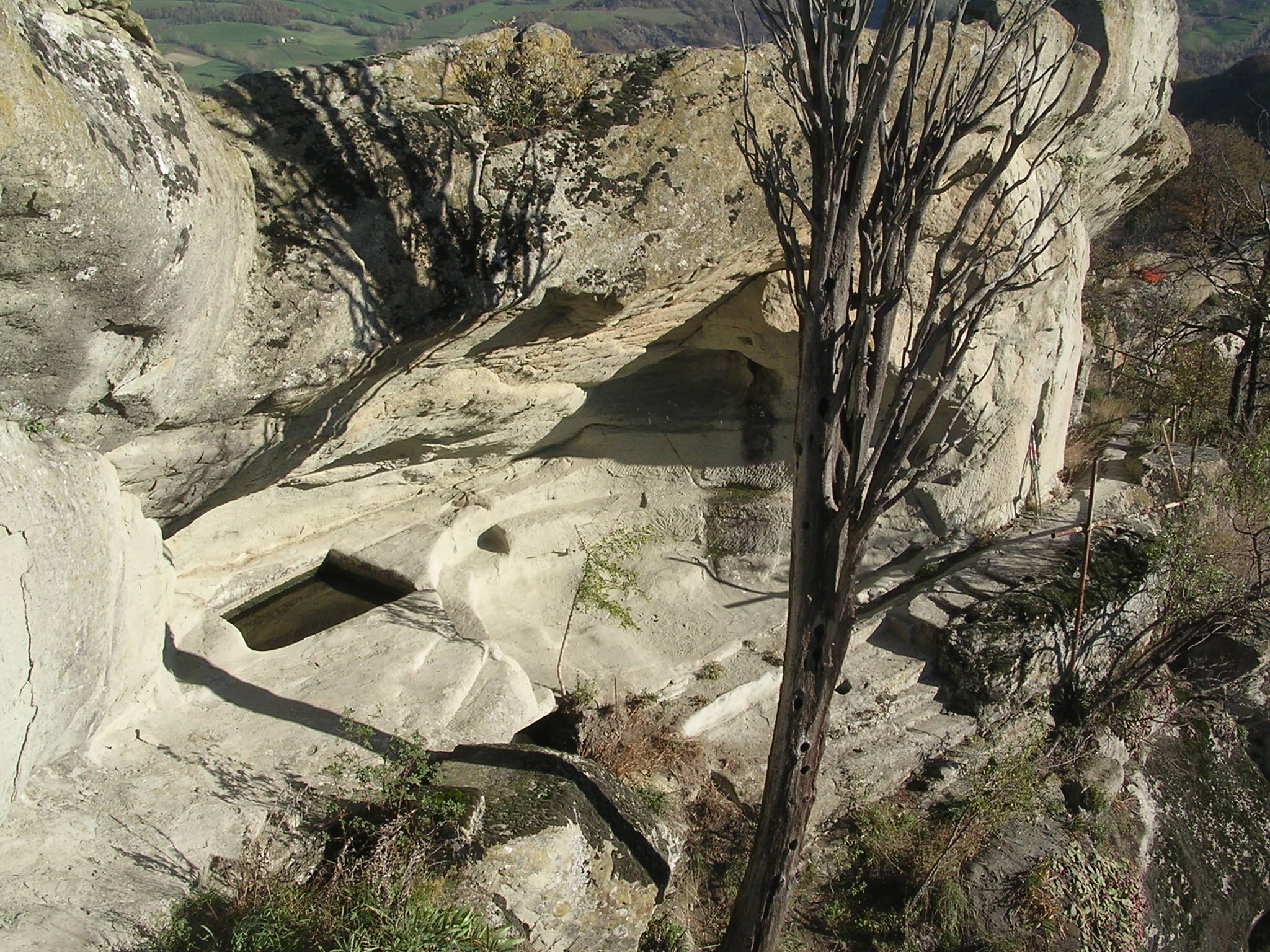
Die Tropfengrotte

Neben dem Komplex, etwas außerhalb der äußersten Wehrmauer, gibt es einige natürliche Grotten, in denen man Spuren vorgeschichtlicher Besiedelung gefunden hat. Eine dieser Grotten, die man über eine Treppe betritt, die auf beiden Seiten von steinernen Sitzen flankiert ist, die an Menschenwerk erinnern, ist mit den Heiligen Faustina und Liberata verbunden, die sich der Sage nach dorthin zurückzogen, um zu beten: Im Inneren der Grotte findet man einige Stufen und eine steinerne Formation mit einer Aushöhlung unten, die vermutlich als Opferaltar diente, während auf einer Wand die Buchstaben „ADE“ stilisiert sind.
Eine weitere Grotte, die man „Zypressengrotte“ oder „Tropfengrotte“ nennt, hat ein in den Felsen gehauenes Becken, in dem sich das Wasser sammelt, das durch Risse im Fels in die Grotte läuft. Der Sage nach diente diese Grotte dazu, an Gefangenen das Todesurteil zu vollstrecken, denen, entsprechend angebunden, die Wassertröpfchen sehr langsam den Schädel durchdrangen, die hier regelmäßig herunterfallen. Der Wahrheitsgehalt dieser Sage scheint aber durch das vollkommene Fehlen von Spuren der Ketten, die die Verurteilten an der Flucht hindern hätte können, widerlegt. Die schwarze Grotte zeigt neben etlichen prähistorischen Spuren ein geschwärztes Gewölbe, von dem sie ihren Namen erhielt, vermutlich wegen des Rauchs, der durch das Anzünden des Feuers entstand. Schließlich diente die Höhle der Eingeschriebenen als Zufluchtsort für junge Männer, die vor der obligatorischen Aushebung zum Militär in der Zeit des napoleonischen Königreichs Italien flüchteten.

## Naturschutz
Die Gegend um die Burg gehört zum Gebiet von gemeinschaftlicher Bedeutung und dort zum FFH-Gebiet der Klippen der Rocca d’Olgisio, eine Zone, die natürliche Charakteristiken zeigt, die sich von jedem andern Ort auf Provinzebene unterscheiden, tatsächlich bedingt das sandige Terrain, das besonders der Erosion und der Südlage ausgesetzt ist, eine ziemlich trockene Zone, die besonders hitzeliebende Pflanzen bevorzugt. Zu diesen Pflanzen gehört die Opuntie, der Herbst-Goldbecher und andere typisch mediterrane Arten, wie das Ohnhorn und der Erdbeerbaum und darüber hinaus Essenzen, die im hohen Apennin weit verbreitet sind, wie schwarzviolette Akelei, die Armeria arenaria und die Saxifraga paniculata.